# Romeral (Chili)
Pour les articles homonymes, voir Romeral.
Romeral est une commune du Chili faisant partie de la province de Curicó elle-même rattachée à la région du Maule. Elle s'étend sur 1 597 km2.

## Démographie
La population était de 14 203 habitants lors du recensement de 2012.
74 % de la population de la commune habite dans la zone rurale pour seulement 26 % (3 675 habitants) dans l'agglomération urbaine.

## Économie

Position de Romeral (en rouge) au sein de la région du Maule.